# Konstantinos Georgakopoulos

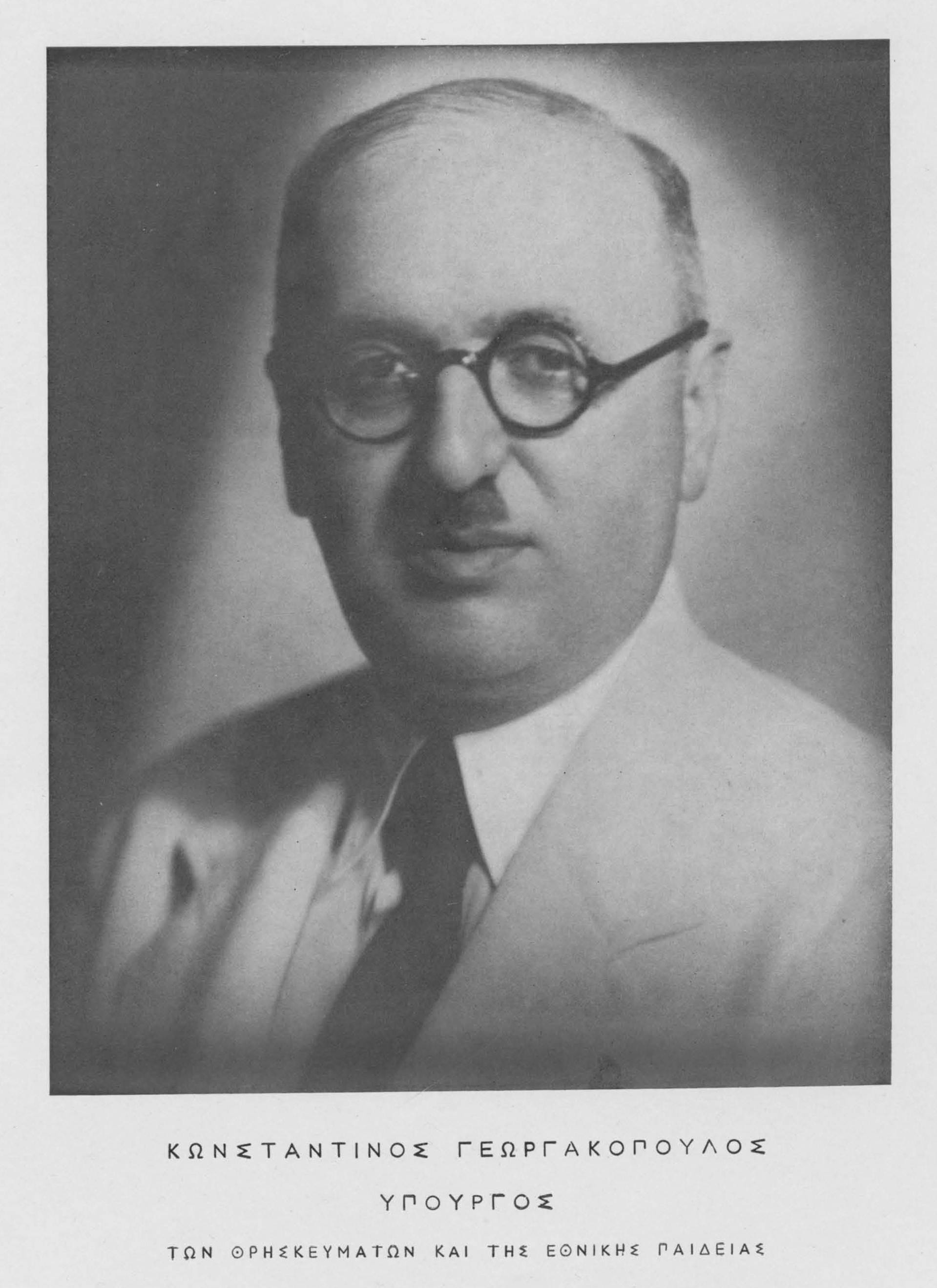
Konstantinos Georgakopoulos

Konstantinos Georgakopoulos (griechisch Κωνσταντίνος Γεωργακόπουλος, * 26. Dezember 1890 in Tripoli (Griechenland); † 1978 oder 26. Juli 1973 in Athen) war ein griechischer Politiker und ehemaliger Ministerpräsident.

## Studium und Militärrichter
Er absolvierte ein Studium der Rechtswissenschaften an der Nationalen und Kapodistrias-Universität Athen. Während der Balkankriege 1912 und 1913 diente er als Reserveoffizier. 1915 wurde er Richter eines Militärgerichts. 1923 wurde er aus dem Militärjustizdienst im Rang eines Obersts entlassen. Anschließend war er bis 1951 Dozent für Rechtswissenschaften an der Universität Athen.

## Politische Laufbahn
Seine politische Laufbahn begann 1928 mit dem Eintritt in die Volkspartei. In den Kabinetten von Konstantinos Demertzis und Ioannis Metaxas war er von November 1935 bis August 1936 Unterstaatssekretär. Anschließend war er Erziehungsminister im Kabinett des Diktators Metaxas. Nach Meinungsverschiedenheiten mit Metaxas trat er am 25. November 1938 von seinem Amt als Erziehungsminister zurück.
Seit 1948 war er Präsident des Griechischen Roten Kreuzes.
Vom 5. März bis 17. Mai 1958 war er Ministerpräsident und Innenminister einer Übergangsregierung zwischen zwei Kabinetten von Konstantinos Karamanlis. Aus der von ihm organisierten Wahl vom 11. Mai 1958 ging als Sieger die Ethniki Rizospastiki Enosis (Nationalradikale Union, ERE) von Karamanlis hervor, an den er dann das Amt des Ministerpräsidenten abgab.

## Ehrungen
- 1959: Großes Verdienstkreuz mit Stern und Schulterband der Bundesrepublik Deutschland